# Shirley Booth
Shirley Booth (Brooklyn, 1898. augusztus 30. – North Chatham, Massachusetts, 1992. október 16.) Oscar-díjas, Emmy-díjas és Golden Globe-díjas amerikai színésznő. Az első színésznő volt a filmtörténetben, aki az első filmjével Oscar-díjat nyert. A színházban, a filmekben és a televízióban is elismerték.

## Élete

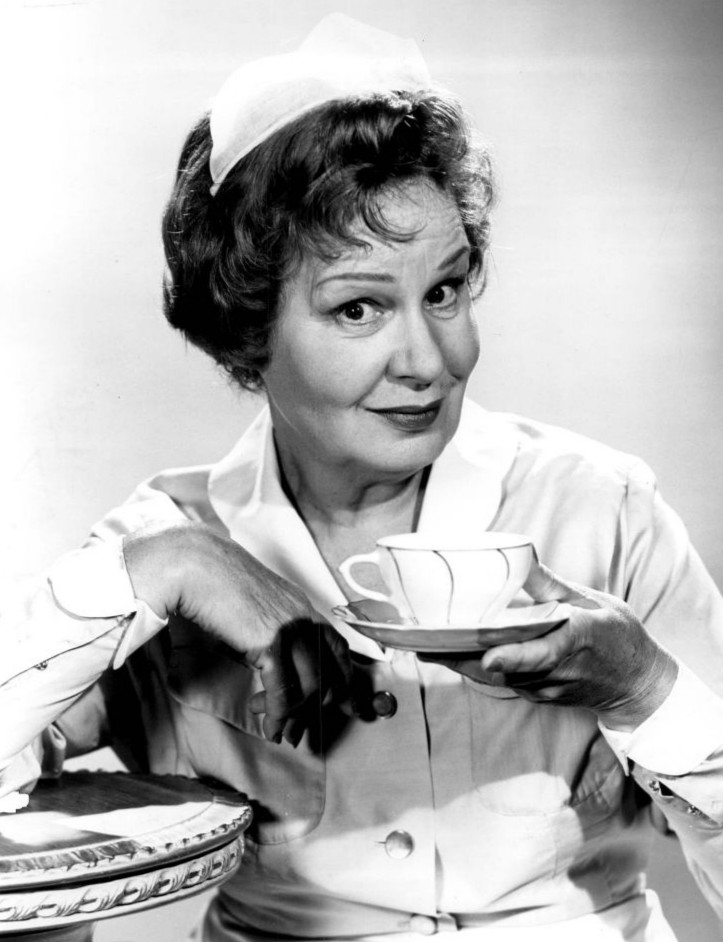
Booth 1962-ben

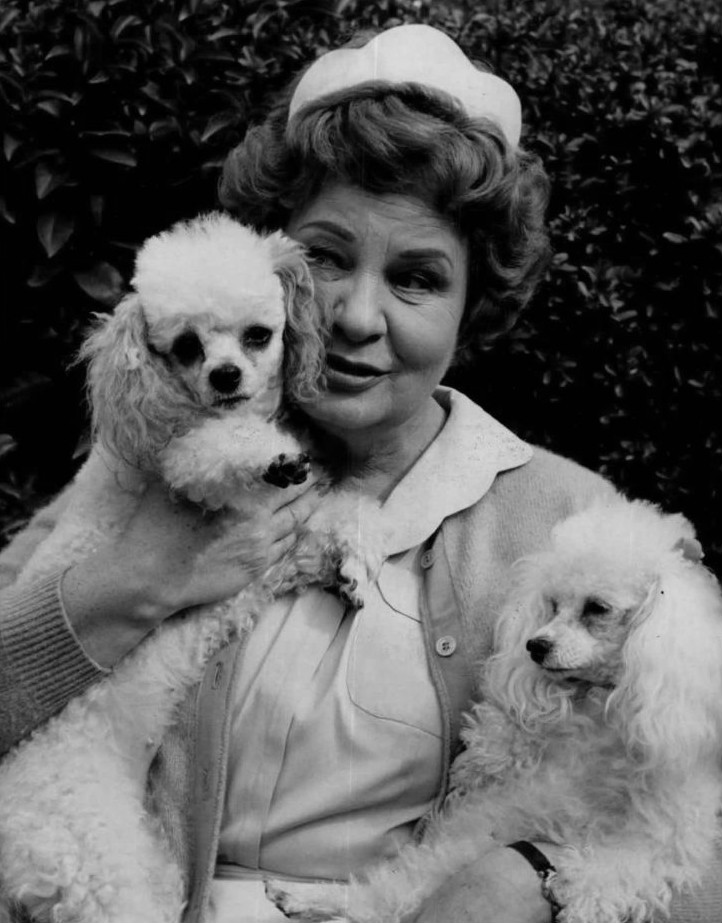
Booth Hazel szerepében

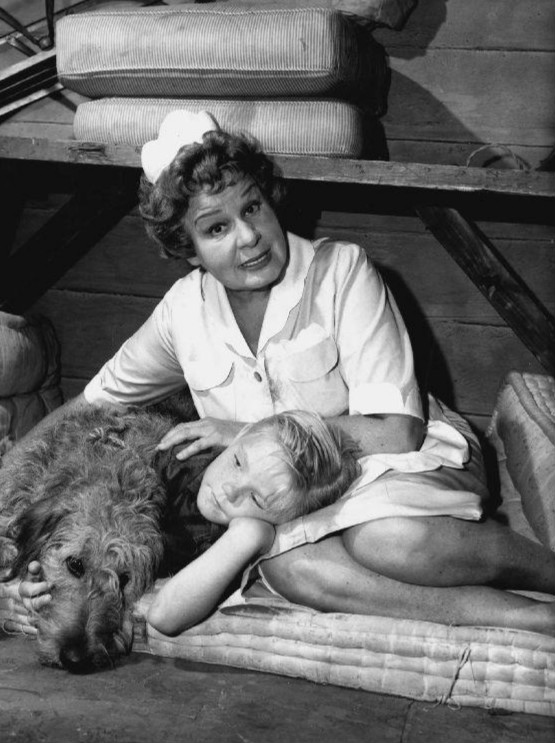
Shirley Booth és Bobby Buntrock

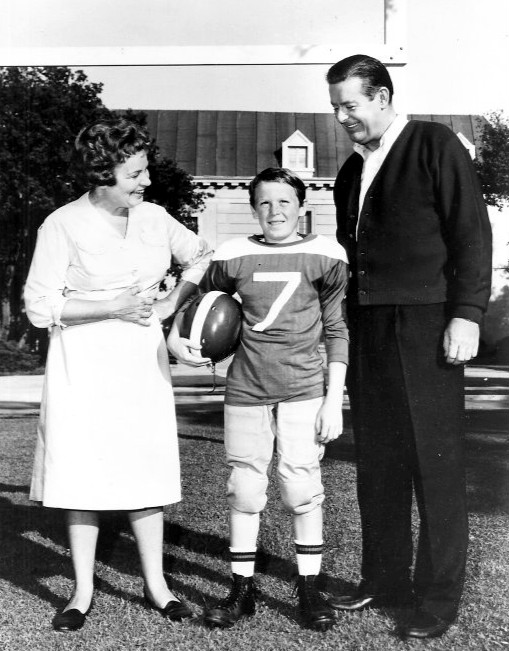
A Hazel tévésorozat szereplői: Booth, Bobby Buntrock és Don DeFore

1898-ban született Thelma Booth Ford néven New Yorkban. Egy húga volt, Jean Valentine Ford (sz. 1914). Booth közel állt édesanyjához, Virginia Fordhoz. Édesapja, Albert James Ford, értékesítőként dolgozott egy vállalatnál. Szigorú emberként ismerték. Mikor Booth eldöntötte, hogy színészi pályára lép, apja ellene volt, ezért a lány megszökött otthonról. Shirley Booth néven kezdett színészkedni, mert az édesapja nem engedte, hogy a családjuk nevét használja. A szülők később elváltak, az édesapja újranősült, az édesanyja 1933-ban elhunyt. Booth többet nem hallott az apjáról.
Booth egy környékbeli színházban debütált. A Broadway színpadán először 1925-ben bukkant fel a Hell's Bells című darabban – ugyanezen színpadi műben szerepelt az ifjú Humphrey Bogart is. Booth kisebb szerepek után első sikerét a Three Man On a Horse című komédiában érte el, amiben egy gengszter szeretőjét alakította. Hamarosan a Broadway egyik legkiválóbb színésznője lett olyan szerepekkel, mint kíváncsiskodó fényképész (The Philadelphia Story), csípősségre hajlamos írónő (My Sister Eileen), antifasiszta tanár (Tomorrow the World) és pletykalapokon meggazdagodó rovatvezető (Hollywood Pinafore). 1949-ben Tony-díjat nyert a Goodbye My Fancy komédiával, ahogy a rá következő évben is a Come Back, Little Sheba (az eredeti Térj vissza, kicsi Sheba) színdarabbal. Utolsó Tony-díjával 1953-ban jutalmazták (The Time of The Cuckoo).
Booth-nak csupán öt filmje volt. 1952-ben Oscar-díjat nyert a Térj vissza, kicsi Sheba! filmre adaptált változatával, így ő számított az első színésznőnek a filmtörténetben, aki az első filmjével Oscart nyert. Később jelentkezett a Velence, nyár, szerelem és A tudás irodája filmek szerepeire, de mindkettőt Katharine Hepburn kapta meg. 

Másik jelentős és egyben utolsó filmje, a Házasságszerző a Hello, Dolly! adaptációja volt.[forrás?] Shirley Booth elismerő kritikákat kapott, s egy interjú során azt nyilatkozta: „Szerencsés vagyok. Jellemeket játszom, és nem típusokat. Nem érdekel, milyen a szerep, amíg az egy olyan ember, aki engem érdekel és be akarom őt mutatni”. 

A hatvanas években Booth a televízió felé fordult, és hírneve elérte a tetőpontját. A fegyelmezetlen, de szeretnivaló szobalány, Hazel szerepe két Emmy-díjat hozott Shirley Booth-nak.
Első házassága nem volt szerencsés: férje, Ed Gardner (szintén színész), sokat ivott és rendszeresen csalta feleségét, így kapcsolatuk válásban végződött 1942-ben. 1943-ban feleségül ment William Bakerhez, aki bankár volt, és kedvesen bánt Booth-szal. Váratlanul halt meg 1951-ben, a színésznő éppen egy meghallgatáson volt. Nem született gyermeke egyik házasságból sem. 

1974-ben Booth nyugdíjba vonult, hátralévő éveit házi kedvencével, egy pudlival töltötte. Utolsó éveiben szívproblémákkal küzdött, 1992-ben tért örök nyugovóra. Érdekesség, hogy a színésznő filmiparba lépésének kezdetén majdnem tíz évet letagadott a korából, s az újságok is 1907-et jegyezték születési dátumának. Halála után hozták nyilvánosságra a valódi évszámot.

## Filmográfia
Szerepei a Broadwayen
- Hell's Bells (1925)
- Laff That Off (1925-26)
- Buy, Buy, Baby (1926)
- High Gear (1927)
- The War Song (1928)
- Claire Adams (1929)
- School of Virtue (1931)
- The Camels Are Coming (1931)
- Coastwise (1931-32)
- The Mask and The Face (1933)
- After Such Pleasures (1934)
- Three Man On a Horse (1935-37)
- Excursion (1937)
- Too Many Heroes (1937)
- The Philadelphia Story (1939-40)
- My Sister Eileen (1940-43)
- Tomorrow World (1943-44)
- Hollywood Pinafore (1945)
- Land's End (1946)
- The Men We Marry (1948)
- Goodbye, My Fancy (1948-49)
- Love Me Long (1949)
- Come Back, Little Sheba (1950)
- A Tree Grows in Brooklyn (1951)
- The Time of The Cuckoo (1952-53)
- By The Beautiful Sea (1954)
- The Desk Set (1955-56)
- Miss Isobel (1957-58)
- Juno (1959)
- A Second String (1960)
- Look To The Lilies (1970)
- Hay Fever (1970)

Filmek
| Év   | Cím                       | Szerep             |
| ---- | ------------------------- | ------------------ |
| 1952 | Térj vissza, kicsi Sheba! | Lola               |
| 1953 | Main Street to Broadway   | Önmaga             |
| 1954 | About Mrs. Leslie         | Mrs. Vivien Leslie |
| 1958 | Hot Spell                 | Alma Duval         |
| 1958 | Házasságszerző            | Dolly Levi         |

Televíziós szerepek
| Év        | Cím                          | Szerep                               |
| --------- | ---------------------------- | ------------------------------------ |
| 1954-1961 | The United States Steel Hour | Eunice és Jenny Libbert (két epizód) |
| 1957      | Playhouse 90                 | Perle Mesta                          |
| 1961–1966 | Hazel                        | Hazel Burke                          |
| 1966      | CBS Playhouse                | Amanda Wingfield                     |
| 1967      | CBS Playhouse                | Heloise Michaud                      |
| 1968      | The Smugglers                | Mrs. Hudson                          |
| 1973      | A Touch of Grace             | Grace Simpson                        |
| 1974      | Mikulás szabadságon          | Mrs. Claus hangja                    |

## Díjak és jelölések
BAFTA-díj
- 1954 jelölés: legjobb külföldi színésznő – Térj vissza, kicsi Sheba!
- 1955 jelölés: legjobb külföldi színésznő – About Mrs. Leslie

Cannes-i fesztivál
- 1953: különdíj – Térj vissza, kicsi Sheba!

Emmy-díj
- 1962 díj: legjobb női főszereplő (vígjáték tévésorozat) Hazel
- 1963 díj: legjobb női főszereplő (vígjáték tévésorozat) Hazel
- 1964 jelölés: legjobb női főszereplő (vígjáték tévésorozat) Hazel
- 1967 jelölés: legjobb női főszereplő (televíziós minisorozat vagy tévéfilm) The Glass Menagerie

Golden Globe-díj
- 1953 díj: legjobb női főszereplő (dráma) – Térj vissza, kicsi Sheba!
- 1964 jelölés: legjobb női főszereplő – Hazel

Hasty Pudding Theatricals, USA
- 1954 díj: Az év nője

Hollywood Walk of Fame
- 1960 díj: csillag

Jussi Awards
- 1954 díj: legjobb külföldi színésznő – Térj vissza, kicsi Sheba!

National Board of Review, USA
- 1952 díj: legjobb női főszereplő – Térj vissza, kicsi Sheba!

New York Film Critics Circle Awards
- 1952 díj: legjobb női főszereplő – Térj vissza, kicsi Sheba!
- 1958 jelölés: legjobb női főszereplő (második hely) – Hot Spell és Házasságszerző

Oscar-díj
- 1952 díj: legjobb női főszereplő – Térj vissza, kicsi Sheba!

Tony-díj
- 1949 díj: legjobb női mellékszereplő – Goodbye, My Fancy
- 1950 díj: legjobb női főszereplő – Come Back, Little Sheba
- 1953 díj: legjobb női főszereplő – The Time of The Cuckoo